# Сартакова, Мария Сергеевна
Мария Сергеевна Сартакова (род. 29 ноября 1987 года) — российская боксёрша. Чемпионка России по боксу 2014 года. Член сборной России по боксу.

## Карьера
Мария выпускница Института ветеринарной медицины Южно-Уральского государственного аграрного университета.
Родилась и живет в г. Коркино, Челябинская обл.
Чемпионка России (2014). Серебряный (2012, 2013, 2015) и бронзовый (2016, 2017) призер чемпионатов России.
В 2018 году, в городе Улан-Удэ, она стала призёром чемпионата России в весовой категории до 57 кг.
В сентябре 2018 года на международном турнире по боксу в Турции, Мария стала вторым призёром и получила титул «Лучший боксёр турнира».
На 10-м чемпионате мира по боксу среди женщин в Индии, в поединке 3-го раунда (1/8 финала), 19 ноября 2018 года, Мария уступила спортсменке из Колумбии Ариас Кастенада. Таким образом, она завершила выступление на мировом первенстве. В первом раунде Мария победила француженку Мону Местьян, а во втором туре легко расправилась со спортсменкой из Швеции Хеленой Энвалль.